# 王皇后 (曹魏)
王皇后，曹魏前少帝曹芳的第三任皇后，奉车都尉王夔的女儿。
嘉平六年（254年）三月，皇后张氏的家族因为反对司马师被诛，皇后受到牵连，被废黜。夏四月，曹芳立王氏为皇后。曹芳第一任皇后甄氏在251年逝世后，曾想立宠爱的王贵人为皇后，王贵人与王皇后是否为同一人，已不可考。九月，司马师降其为齐王妃。266年，晉朝立國，封為邵陵縣公夫人。
| 前任： 张皇后 | 曹魏皇后 254年 | 繼任： 卞皇后 |